# Relations entre la France et l'OTAN
La France est un des pays fondateurs en 1949 de l'Alliance atlantique, dont elle a activement contribué à l'émergence. Depuis lors, la France n'a jamais remis en cause son appartenance à l'Alliance dans sa double dimension politique et militaire. En revanche elle en a contesté à plusieurs reprises ses modalités de fonctionnement, qui donnent aux États-Unis un rôle prépondérant. Sous la présidence du général de Gaulle, la France affirme une volonté d'indépendance et une vision de l'Europe incompatibles avec l'hégémonie américaine au sein de l'Alliance, notamment pour tout ce qui touche au nucléaire et à l'intégration des forces armées des pays membres au sein d'un commandement unifié. De Gaulle en tire les conclusions et la France quitte le commandemant intégré de l'OTAN en 1966. Toutes les bases américaines et canadiennes de France sont évacuées en un an.
Toutefois des accords de coopération des forces armées françaises avec les forces de l'OTAN vont être signés, qui atténuent quelque peu la portée pratique de cette sortie de l'OTAN. Cette coopération est renforcée par les présidents Mitterrand et Chirac, jusqu'en 2009 où Nicolas Sarkozy fait réintégrer la France au commandement unifié de l'OTAN.
Tout au long de la guerre froide, l'Alliance atlantique joue un rôle dans la définition des positions politiques du monde occidental face à l'Union soviétique et aux pays du Pacte de Varsovie. Sur le plan militaire surtout, elle définit les moyens que les pays membres doivent fournir et leurs doctrines d'engagement. Lors des crises les plus graves, comme celles de Berlin ou de Cuba, et plus récemment au sujet des euromissiles ou après les attaques terroristes du 11 septembre, la France manifeste sa solidarité atlantique. La politique extérieure de la France la conduit cependant à être fréquemment en désaccord avec les propositions américaines quitte à se retrouver isolée au sein même des pays européens avec lesquels elle construit l'Union européenne en parallèle.
Depuis les années 1990, les sujets de désaccord sont devenus toutefois moins fréquents et la France est redevenue un contributeur majeur aux actions politiques et militaires de l'Alliance.

## Participation de la France à la fondation de l'Alliance (1948-1950)

### Quelle sécurité collective pour la France?
Au sortir de la seconde Guerre mondiale, la France ne peut assurer seule sa sécurité, la priorité est au ravitaillement et à la reconstruction ; les Armées sont pauvrement équipées, et doivent se déployer sur de trop vastes territoires, dans l'empire outre-mer, dans la zone d'occupation en Allemagne et dans la Métropole. L'ONU voit le jour en 1945 dans l'objectif d'assurer une sécurité collective à l'échelle du monde ; en pratique le pouvoir de décision est concentré entre les membres permanents du Conseil de sécurité, qui disposent à la demande de Staline d'un droit de veto sur les résolutions mises au vote. Sur l'insistance de de Gaulle, grâce à Churchill, la France en est l'un de ses cinq membres permanents. Il apparaît dès le vote des premières résolutions que l'ONU ne pourra suffire à garantir la sécurité en Europe, où les occasions de tensions se multiplient entre l'Union soviétique et les Occidentaux. Prévue dans la Charte des Nations unies, la mise en place de forces armées internationales sous l'autorité de l'ONU ne paraît pas devoir se concrétiser. Considérant que l'ONU ne peut lui apporter cette sécurité collective dont elle a tant besoin, la France va se tourner vers d'autres scénarios de sécurité multilatérale, à une échelle régionale ou bilatérale, comme la charte des Nations-Unies lui en donne la possibilité,.
Jusqu'en 1947, la préoccupation principale de la diplomatie française est de se prémunir contre toute résurgence militaire de l'Allemagne. Quand il devient clair que l'Union soviétique constitue la vraie menace pour la sécurité en Europe, la France participe activement, quand elle n'en prend pas elle-même l'initiative, à la constitution d'alliances politiques et militaires à même de garantir sa sécurité qu'elle ne peut assurer par elle-même. Pour autant, le consensus ne s'établit pas facilement en France même et entre Français, Britanniques et Américains sur la stratégie à adopter :
- La France souhaite prolonger la politique de démembrement de l'Allemagne issue des accords de Yalta et de Potsdam, tandis que les anglo-saxons s'accordent dès 1949-1950 sur la nécessité tant d'un point de vue économique et humanitaire que d'un point de vue militaire de redonner à l'Allemagne - au moins pour sa partie occupée par les Occidentaux - une place à part entière et la possibilité de participer à sa défense.
- Si la nécessité d'une aide américaine n'est contestée par personne, la politique française hésite entre une vision principalement européenne ou une vision atlantique de la sécurité du pays. Cette question restera un des sujets majeurs de la diplomatie française tout au long de la guerre froide.
- Si un véritable élan porte l'idée européenne dans les années immédiatement postérieures à la guerre, les questions sont nombreuses et les avis très divergents en France comme dans les autres pays sur le ou les modèles, depuis de simples coopérations jusqu'à l'instauration d'instances supranationales signifiant un abandon partiel de souveraineté, en passant par des modes de fonctionnement d'inspiration fédérale ou reposant sur le consensus entre les pays partenaires.

La cinquième réunion du Conseil des Ministres des Affaires étrangères (CMAE) des quatre anciens alliés s'achève à Londres le 16 décembre 1947 par un constat d'échec. La rupture est consommée entre Molotov et les trois ministres occidentaux. Dans les jours qui suivent, Bevin, Bidault et Marshall se concertent deux à deux pour en tirer les conséquences, notamment sur le plan de la sécurité de l'Europe. À partir de fin 1947, les discussions se déroulent en parallèle à deux niveaux : d'une part, les Français et les Anglais travaillent ensemble à un projet d'alliance entre Européens, d'autre part les trois puissances occidentales commencent à évoquer secrètement la mise en place d'une alliance militaire atlantique pour protéger l'Europe occidentale.

### Le traité de Bruxelles, étape préalable indispensable à la fondation de l'Alliance
Avec le soutien des États-Unis, les Britanniques rejoints par les Français proposent le 22 janvier 1948 aux pays du Benelux de former une alliance politique et militaire régionale. Les négociations aboutissent à la signature du traité de Bruxelles le 17 mars 1948 fondateur de l'Union occidentale. Bien que la potentialité de menaces venant de l'Allemagne soit encore un des sujets mis sur la table des négociations, le traité est in fine clairement conclu dans un but défensif vis-à-vis de l'Union soviétique, dans un contexte qui s'est brusquement tendu avec le coup de Prague par lequel les communistes prennent en février le contrôle de la Tchécoslovaquie.
Les Américains sont tenus en permanence au courant des négociations, à la fois officiellement et de manière plus secrète via les relations directes fréquentes entre Américains et Britanniques auxquelles les Français ne sont pas conviés. Les échanges entre les deux puissances sont intenses et ne portent pas seulement sur les questions de sécurité en Europe, mais beaucoup plus largement sur quelle Europe construire. Les résultats en sont limités, ce qui va conduire la France à se tourner à partir du début des années 1950 de plus en plus vers l'Allemagne de l'Ouest dont la renaissance est un fait acquis qu'elle ne peut qu'accepter. Dans ce contexte, le traité de Bruxelles est davantage un moyen de rendre acceptable la conclusion en devenir d'une alliance véritablement opérationnelle au niveau atlantique que comme une étape dans la constitution d'une défense européenne.

### La France, acteur majeur de la fondation de l'Alliance atlantique

#### Négociation et signature du traité de l'Atlantique nord
Au lendemain de l'échec de la CMAE de Londres en décembre 1947, Américains, Français et Britanniques se mettent d'accord secrètement sur l'idée d'une alliance occidentale, associant les États-Unis et les pays d'Europe de l'Ouest dans leur défense, sans que rien de très concret ne soit évoqué. Les Américains hésitent encore sur la forme que doit prendre leur participation concrète à la défense de l'Europe : doit-elle consister seulement en une aide matérielle, ou bien doit-elle se traduire par la présence de troupes américaines en Europe ? La France va alors pousser cette idée : le 4 mars 1948, Bidault adresse une note à Marshall dans laquelle il souligne la gravité de la situation en Europe et la nécessité de définir concrètement les moyens à mettre en œuvre pour assurer la sécurité de la France et de ses voisins. Marshall répond qu'il partage le point de vue de Bidault quant à la gravité de la situation en Europe et la nécessité de définir rapidement les mesures adéquates. Il conditionne toutefois l'implication des États-Unis dans la défense du continent européen à la signature du traité de Bruxelles en cours de discussion. Des négociations secrètes sont menées entre Américains, Britanniques et Canadiens, sans la France, la raison officielle avancée a posteriori en étant l'infiltration par les communistes de l'administration française. Le mépris dans lequel l'administration américaine tient la France toujours perçue comme le pays vaincu en 1940 explique aussi cette exclusion. L'exécutif américain est conscient du caractère inévitable de l'implication directe des États-Unis pour assurer la sécurité de l'Europe, mais l'opinion publique doit y être davantage favorable et la loi doit être au préalable modifiée pour permettre aux États-Unis de conclure en temps de paix des alliances hors du continent américain. La résolution Vandenberg votée le 11 juin 1948 lève cet obstacle. La première condition est remplie grâce au blocus de Berlin déclenché par les Soviétiques en juin 1948 qui ouvre la voie aux premières négociations officielles en juillet 1948 entre les États-Unis et les cinq pays européens signataires du traité de Bruxelles.
La France souhaite que le traité engage fortement les Américains en cas d'agression soviétique. Elle échoue sur ce point à faire entendre son point de vue : la rédaction de l'Article 5 n'inclut pas l'automaticité d'une intervention armée mais seulement que chaque partie au traité « assistera la partie ou les parties ainsi attaquées en prenant aussitôt,(...), telle action qu'elle jugera nécessaire, y compris l'emploi de la force armée, ». En revanche, la France obtient l'inclusion des départements français d'Algérie et que l'Italie rejoigne l'Alliance en contrepartie de l'adhésion de pays d'Europe du Nord ainsi que le voulaient les États-Unis. Le traité de l'Atlantique nord est signé le 4 avril 1949. Le Sénat américain le ratifie le 21 juillet 1949 par 82 voix contre 13. L'Assemblée nationale française le ratifie le 26 juillet 1949. Le traité entre en vigueur le 24 août 1949.

#### Mise en place d'un embryon d'organisation permanente
Le traité prévoit comme seul organe le Conseil de l'Atlantique nord, à qui est confiée la mission de définir les organismes subsidiaires nécessaires au fonctionnement de l'Alliance. D'intenses tractations ont lieu autour de la constitution d'un comité stratégique restreint à trois, États-Unis, Royaume-Uni et France, ardemment souhaitée par la France qui y voit une occasion unique d'affirmer son influence sur la stratégie de l'Alliance dont elle craint autrement que sa définition en soit entièrement laissée à la discrétion des anglo-saxons. La France obtient en partie satisfaction, par la création d'un « Groupe permanent » chargé de préparer les plans militaires pour le « Comité militaire » du niveau des chefs d'état-major et du « Comité de défense » au niveau ministériel ; la première réunion du Conseil, le 17 septembre 1949, entérine cette gouvernance à trois niveaux,,.
Le développement des activités de l'Alliance et l'installation de nombreux comités font bientôt apparaître le besoin d'un organisme civil permanent. Le Conseil instaure en mai 1950 un Conseil des Suppléants des ministres des Affaires étrangères auquel chaque pays membre doit nommer un représentant permanent. Hervé Alphand y représente la France.

#### Première définition de la stratégie de l'OTAN
Ces instances militaires entament aussitôt la définition de la stratégie de l'OTAN. L'enjeu pour la France est d'obtenir l'accord des Américains sur une stratégie de défense de l'avant de l'Europe continentale en cas d'attaque soviétique, et d'éviter l'adoption d'une stratégie de défense périphérique, à laquelle les Anglais - notamment le Maréchal Montgomery - et les Américains croient davantage, ne serait-ce qu'en raison de l'énorme supériorité des forces terrestres soviétiques. Le premier concept stratégique de l'OTAN approuvé au début de 1950 constitue finalement un compromis acceptable en ce qu'il prévoit « d'arrêter et, dès qu'il sera possible, refouler les offensives ennemies », sans en préciser les modalités et les moyens, et « de procéder rapidement à des bombardements stratégiques comportant l'utilisation de tous les engins sans exception », c'est-à-dire y compris l'arme nucléaire,.

### La France, demandeuse de l'aide et de la présence militaire américaine en Europe

#### La France, large bénéficiaire de l'aide militaire américaine
La ratification du traité par l'Assemblée nationale s'accompagne du vote d'une motion qui invite le gouvernement à user de toute son autorité en vue d'obtenir du Gouvernement des États-Unis la fourniture des armements indispensables pour donner aux armées françaises les moyens de remplir effectivement les obligations de défense que comporte le Pacte de l'Atlantique. Le 5 avril 1949, les cinq pays signataires du traité de Bruxelles adressent une demande officielle d'aide militaire aux États-Unis auxquelles l'exécutif américain répond rapidement de manière positive et entreprend d'obtenir du Congrès les crédits nécessaires. Le 6 octobre 1949, Truman promulgue la loi relative au programme d'aide militaire pour la défense mutuelle. Le 27 janvier 1950 un accord bilatéral est signé entre la France et les États-Unis, ainsi qu'avec 7 autres pays européens. Le 8 mars, le porte-avions français Dixmude emporte la première livraison d'avions à destination de l'aéronavale française. Mais les négociations sont ardues et surtout en contrepartie de l'aide accordée, les Américains demandent des facilités logistiques sur le sol français qui posent des questions de souveraineté nationale. La France est d'autant plus concernée que dans le même temps elle mène la guerre en Indochine contre les nationalistes communistes et que cette guerre mobilise une grande partie de ses moyens militaires, ne laissant que peu de forces sur le théâtre européen.
Pour un article plus général, voir Relations entre les États-Unis et la France#Période de la guerre froide (1945-1989).

#### La guerre de Corée, catalyseur de l'intégration militaire au sein de l'OTAN et du renforcement des forces américaines en Europe
Le 25 juin 1950, l'armée nord-coréenne lance une attaque massive contre la Corée du Sud, début d'une guerre qui va durer trois ans et amener les États-Unis à s'engager militairement de manière massive en Corée, mais aussi en Europe pour parer à l'éventualité d'une attaque soviétique devenue brusquement la préoccupation majeure des gouvernements d'Europe de l'Ouest.
| Année | Effectifs |
| ----- | --------- |
| 1950  | 120 497   |
| 1951  | 250 601   |
| 1952  | 250 601   |
| 1953  | 380 705   |
| 1954  | 397 029   |
| 1955  | 413 169   |

La France adresse deux mémorandums au gouvernement américain, l'un le 5 août, le second le 17 août dans lesquels elle souligne l'importance de son effort militaire et des besoins d'aide supplémentaire en résultant, demande davantage de troupes américaines et britanniques stationnées en Europe continentale, et estime nécessaire une réorganisation de l'Alliance dans le sens d'une unification du commandement et des plans de défense. La réunion tripartite des ministres des Affaires étrangères américains, britanniques et français du 12 septembre 1950 est l'occasion pour Acheson d'exprimer les vues des États-Unis : ses propositions vont dans le sens souhaité par la France, sauf sur un point majeur, l'incorporation de soldats allemands aux forces occidentales, ce à quoi la France demeure très hostile,,,.
La situation d'urgence créée par le déclenchement du conflit en Corée et par les craintes réelles en résultant qu'il ne soit que le prélude à une offensive soviétique en Europe exige des décisions immédiates : le Conseil du 26 septembre 1950 décide la création d'une force unifiée pour la défense de l'Europe occidentale dans le cadre de l'OTAN, placée sous l'autorité directe d'un commandant suprême, dont il est entendu qu'il sera américain. La décision relative à la participation de l'Allemagne est reportée et l'étude en est confiée au Comité de défense. Bien qu'isolée, la France obtient un délai qu'elle va mettre à profit pour formuler des contre-propositions qui se concrétiseront dans un projet d'armée européenne, la CED. Lors de sa réunion suivante en décembre 1950, le Conseil nomme Dwight Eisenhower premier Commandant suprême des forces de l'OTAN en Europe. L'organisation militaire du traité de Bruxelles fusionne avec celle de l'OTAN. Eisenhower choisit d'établir en France dans les Yvelines à Rocquencourt son quartier général rapidement connu sous le nom de SHAPE. La structure de commandement mise en place par Eisenhower assure une participation d'officiers français acceptable, puisque sur vingt-et-un officiers généraux du haut commandement cinq sont français et qu'au SHAPE 25 postes sur 242 sont dévolus à des officiers français.

## La France et l'Alliance, doutes et déceptions réciproques (1951-1958)

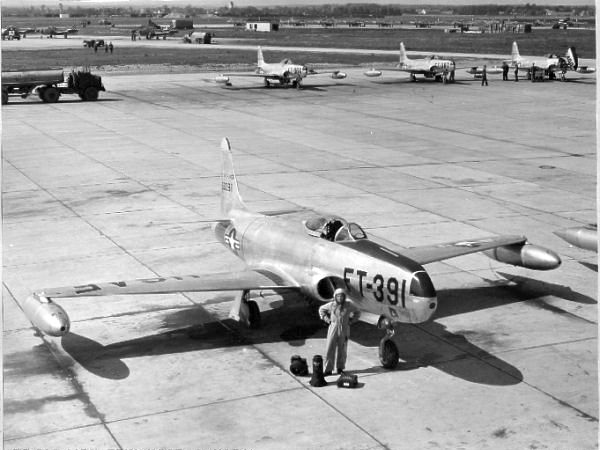
Un escadron de reconnaissance tactique implanté sur la base aérienne américaine de Toul en 1952.

La France a joué un rôle moteur dans la création de l'Alliance, dans son évolution en une organisation militaire permanente et intégrée, et dans la concrétisation de la garantie sécuritaire américaine via une forte présence de ses troupes en Europe. Mais dès le début des années 1950, les situations souvent de crise auxquelles les gouvernements successifs de la IVe République ont à faire face vont être sources de tensions entre la France et les États-Unis sur tout un ensemble de questions touchant le fonctionnement, la stratégie et les moyens de l'OTAN.

### Le réarmement de l'Allemagne et la crise de la CED
La question du réarmement de l'Allemagne demeure très sensible pour la France. Trois voies sont considérées pour l'avenir de l'Allemagne : la neutralisation, l'atlantisation ou l'européanisation. La première, assortie de garanties de sécurité à l'échelle de l'Europe, privilégiée par la gauche, est celle que Moscou tente d'obtenir lors des Conférences des quatre anciens alliés ; mais un nouvel échec lors de la conférence tenue à Berlin début 1954 achève de démontrer son inaccessibilité. À la solution atlantique, proposée par les Américains, et à laquelle tous les pays membres de l'OTAN se rallient progressivement, les Français voient un risque de dilution de leur influence au sein de l'Alliance et d'absence complète de maîtrise de l'ampleur du réarmement allemand. La solution européenne est une troisième voie médiane, qui ne démobilise pas tous ceux qui continuent de refuser toute idée de réarmement allemand, mais qui fait son chemin dans une large fraction du monde politique français.

#### L'échec de la proposition de la France de création d'une armée européenne au sein de l'OTAN
Poussée dès juin 1950 par Jean Monnet, par analogie avec le plan Schuman à l'origine de la CECA, elle est présentée à l'Assemblée nationale le 24 octobre 1950 par le président du Conseil, René Pleven, qui propose la création d'une Communauté Européenne de Défense (CED) aux structures supra-nationales et avec participation de l'Allemagne de l'Ouest (RFA). Initialement perçue par les États-Unis comme une manœuvre dilatoire, cette idée est finalement retenue lors des réunions du Conseil atlantique en décembre. La conférence sur la CED s'ouvre à Paris le 15 février 1951. Les pays d'Europe continentale membres des traités de Bruxelles et de l'Atlantique nord signent finalement le traité instituant la CED le 27 mai 1952. Pour autant, il reste à définir les relations entre la CED et l'OTAN. Les partis politiques en France continuent de profondément diverger sur cette question et la France continue d'exiger de ses alliés et notamment des Américains toujours plus d'aides - en pleine guerre d'Indochine - tout en voulant minimiser la contribution allemande à la défense de l'Europe. Les Américains soutiennent la CED et insistent pour sa ratification par le parlement français. Après encore deux ans de négociations extérieures et internes, le traité est finalement rejeté le 30 août 1954 à l'Assemblée nationale.

#### La France se résout à l'entrée de l'Allemagne dans l'Alliance
La France n'a plus d'autre choix que d'accepter l'entrée de la RFA dans l'Alliance atlantique, en contrepartie tout de même d'un engagement des Britanniques et des Américains à maintenir sur le sol européen leurs forces affectées à l'OTAN. L'extension du traité de Bruxelles à l'Allemagne et à l'Italie aboutit à la création de l'Union de l'Europe occidentale (UEO), longtemps peu active en pratique, mais qui sera, à partir de 1984 et largement à l'initiative de la France, le support à la mise en place d'un embryon de politique européenne de défense, non pas intégrée mais articulée avec l'OTAN. Le Conseil Atlantique du 22 octobre 1954 approuve le protocole d'adhésion de la RFA au statut d'occupation de laquelle il est mis fin par les accords de Paris,. Tournant symboliquement une première page de l'histoire de la relation entre la France et l'OTAN, Hervé Alphand est à cette même date remplacé à son poste de représentant permanent de la France au Conseil de l'OTAN par Maurice Couve de Murville, futur ministre des Affaires étrangères du général de Gaulle. La ratification de ces accords par le parlement français est obtenue non sans difficulté fin décembre 1954 mettant fin à quatre années de crise.

### La réorganisation de l'Alliance en 1951-1952
L'Alliance fonctionne mal, une réorganisation complète s'impose aux yeux de tous. Le coup d'envoi des réflexions est donné par le Conseil réuni à Ottawa en septembre 1951 et la nouvelle organisation validée par le Conseil réuni à Lisbonne en février 1952. Jean Monnet représente la France au Comité temporaire chargé de formuler des propositions, présidé par un Américain, A. Harriman. L'accord se fait sur la nécessité d'instituer des structures civiles permanentes rassemblées en un seul lieu et de doter l'Organisation d'un budget et d'une personnalité juridique en propre. La France et le Royaume-Uni souhaitent qu'un directeur général fort soit mis à la tête de l'ensemble des organismes civils et assure la présidence du Conseil. Mais les États-Unis imposent leur point de vue : un poste de secrétaire général chargé du fonctionnement civil de l'OTAN est créé, mais la présidence du Conseil demeure séparée ; en revanche, à la satisfaction des Français, c'est Paris et non pas Londres qui est choisie pour être le siège de l'OTAN, décision appuyée notamment par Eisenhower. Cette réorganisation n'investit la structure de l'OTAN d'aucune autorité supranationale. Le Conseil de l'Atlantique nord demeure la seule autorité décisionnaire en dernier ressort et il prend ses décisions à l'unanimité. Il siège au niveau des représentants permanents (qui ont rang d'ambassadeurs), au niveau des ministres de la Défense et des Affaires étrangères, et au niveau des chefs d'État et de gouvernement. Dans ce dernier cas, la session prend le nom de sommet de l'OTAN,,,.

### La dépendance à l'égard des États-Unis, US Go Home

Carte des bases de l'OTAN en France avant le retrait du commandement militaire intégré en 1966.

L'aide militaire américaine à la France dans le cadre de l’OTAN croît sans cesse. Cette aide, permanente depuis la seconde guerre mondiale, atteint un sommet en 1953-1954. Les États-Unis, eux-mêmes engagés dans la guerre de Corée, appuient la France dans la guerre d’Indochine par des livraisons de plus en plus importantes de matériels et de munitions.
Au milieu des années 1950, l'image de la France est profondément dégradée auprès de ses alliés, qui voient en elle un pays incapable d'adopter une politique étrangère et une relation avec l'OTAN stable et cohérente dans le temps, qui va de crise ministérielle en crise ministérielle, pose régulièrement de nouvelles exigences et attend des États-Unis des aides toujours plus importantes sans contrepartie. Du côté français, l'amertume est également grande vis-à-vis des États-Unis qui le plus souvent imposent leurs vues à leurs alliés, parfois mais pas toujours en bonne intelligence avec Londres, dans toutes les décisions importantes touchant les intérêts extérieurs de sécurité français sans grand esprit de partenariat, et qui s'ingèrent dans la politique intérieure française notamment en matière économique et interviennent trop tard, trop peu et maladroitement au Vietnam pour éviter le désastre de Diên Biên Phu au printemps 1954. L'anti-américanisme est au plus fort et les relations franco-américaines au plus bas à l'été 1954. Dans les années 1950 et 1960, ce sont plusieurs dizaines de milliers de militaires américains, mais aussi britanniques et canadiens dans une bien moindre mesure cependant, qui sont présents dans une vingtaine de bases de l'OTAN en France. La majorité de la population française ne réagit pas très bien à ce qui est ressenti comme être ou du moins se comporter comme une quasi armée d'occupation, dont le personnel bénéficie d'un niveau de vie plus élevé que les Français. Le PCF, qui obtient encore des scores importants aux élections, contribue fortement à l'instauration de ce sentiment anti-américain et popularise le slogan « US Go Home »,. En 1958, Henry Bonnière réalise À votre service, un documentaire commandé par l'Agence d'information des États-Unis, visant à promouvoir la cohabitation entre les militaires des pays de l'OTAN et les civils français.
| 1950 | 1951   | 1952   | 1953   | 1954   | 1955   | 1956   | 1957   | 1958   | 1959   | 1960   | 1961   | 1962   | 1963   | 1964   | 1965   | 1966   | 1967  |
| ---- | ------ | ------ | ------ | ------ | ------ | ------ | ------ | ------ | ------ | ------ | ------ | ------ | ------ | ------ | ------ | ------ | ----- |
| 802  | 22 876 | 22 876 | 44 950 | 47 187 | 55 270 | 59 615 | 71 531 | 50 417 | 43 933 | 40 059 | 40 045 | 53 074 | 41 331 | 33 503 | 31 049 | 22 333 | 1 491 |

### L'hégémonie américaine et la crise de Suez
Les années 1953 et 1954 marquent un tournant important dans la relation de la France avec l'OTAN. En URSS, Staline meurt et la nouvelle direction collégiale fait état de sa volonté de coexistence pacifique, tandis qu'aux États-Unis, Eisenhower marque le début de son mandat par le maintien d'une posture très anti-communiste et l'adoption d'une stratégie militaire axée sur la dissuasion nucléaire et les représailles massives, notamment dans le but de réaliser des économies dans les dépenses militaires. La France craint que cette politique fasse manquer une occasion de détente en Europe et que cette stratégie signifie l'abandon de la défense de l'avant du continent européen et un risque fort de sa destruction par les armes nucléaires. Les militaires français sont peu tenus au courant des plans nucléaires par les officiers américains en poste au SHAPE par crainte toujours des infiltrations communistes, dans un contexte de Maccarthysme et d'affaires d'espionnages.
Mais l'Algérie devient rapidement à partir de 1954 la nouvelle et principale préoccupation du gouvernement français. Le territoire algérien, organisé en départements français, est inclus dans le périmètre géographique couvert par l'Alliance, dont le ressort est limité aux seules agressions extérieures. Les Français essaient sans succès de convaincre leurs alliés que l'Algérie, comme l'Indochine, est un enjeu important de la lutte contre le communisme. Les Américains voient en la France un état toujours tenté de mener une politique colonialiste à laquelle ils sont très opposés et ils ne souhaitent pas compromettre leurs relations avec les pays du Moyen-Orient et le Tiers-monde en aidant la France en Algérie. La France envoie en Algérie des troupes prélevées sur celles qu'elle s'est engagée à fournir au commandement de l'OTAN, au grand mécontentement des états-majors alliés.
La crise de Suez en 1956 achève de mettre en évidence au sein de l'Alliance les divergences profondes que les Américains ont avec les Français, mais aussi dans une certaine mesure avec les Européens : les États-Unis exigent l'arrêt immédiat de l'opération militaire franco-britannique lancée à leur insu et utilisent l'ONU et l'OTAN pour accentuer leur pression. Contrainte de se plier aux exigences américaines et sur fond de gesticulation nucléaire de Khrouchtchev, la France en tire la conclusion qu'elle doit accentuer son indépendance et poursuivre son effort de recherche en matière nucléaire.
La nucléarisation de la stratégie de l'OTAN, en réalité des États-Unis, devient en 1957 à la fois plus concrète et plus inquiétante pour la France : grâce au lancement réussi de Spoutnik, les Soviétiques commencent à rendre crédibles leurs capacités nucléaires, les Britanniques choisissent de se rapprocher des Américains pour la poursuite de leur programme nucléaire, et les Américains n'accordent pas d'aide en matière nucléaire aux Français mais demandent à installer des armes nucléaires tactiques dont ils garderaient le contrôle sur le territoire français. Le gouvernement français hésite sur cette question et aucune décision n'a été prise lorsque de Gaulle revient au pouvoir en mai 1958. Cette conjonction géo-stratégique inquiète aussi fortement les Allemands, ce qui conduit à un rapprochement franco-allemand et à la signature d'accords secrets en matière nucléaire, étendus à l'Italie dans un second temps.

## La France et l'Alliance jusqu'à la fin de la guerre froide (1958-1989)

### De Gaulle: l'Alliance sans l'intégration (1958-1969)
Les sujets de débats entre la France et les États-Unis au sujet de l'Alliance se situent pour une bonne part dans la continuité de ce qu'ils furent durant les années précédentes. La grande différence est que peu à peu la France de de Gaulle retrouve des marges de manœuvre et peut traduire par des prises de position tranchées et des actes concrets sa politique à l'égard de l'Alliance. La politique relative à l'Alliance va comporter deux grandes phases : dans un premier temps, l'idée est de trouver un terrain d'entente sur la place de la France dans la direction de l'OTAN, puis dans un second temps, faute d'avoir obtenu satisfaction, la ligne directrice est que la France retrouve sa pleine capacité de décision en matière de sécurité sans pour autant quitter l'Alliance atlantique. Sans attendre, dès son retour au pouvoir, de Gaulle lance un programme de création d'une force de dissuasion nucléaire française afin de se rendre autonome. Les premiers essais nucléaires français ont lieu deux ans plus tard en février 1960, à Reggane (Algérie).
Pour un article plus général, voir Relations entre les États-Unis et la France (1958-1969).

#### Donner à la France sa place dans la direction de l'OTAN
Dès son retour au pouvoir, de Gaulle fixe sa ligne de conduite sur la question de l'OTAN. Il affirme que « notre place dans l'organisation de l'OTAN doit être reconsidérée. Les Américains disposent dans l'organisation des commandements d'une prépondérance écrasante. Nous sommes complètement tenus à l'écart des plans élaborés par le SAC (...). Le SACEUR dispose de moyens dont l'utilisation échappe complètement à notre décision ». La question nucléaire est centrale. Ces propos de de Gaulle s'inscrivent en effet dans le contexte de la proposition faite par Eisenhower lors du sommet de l'OTAN de décembre 1957 d'installer en Europe dans le cadre de l'OTAN un stock d'armes nucléaires et de missiles à moyenne portée (IRBM), que de Gaulle refuse d'accepter sans que la France ne soit co-décisionnaire avec les Américains et les Britanniques en matière nucléaire au sein de l'OTAN. En proposant le déploiement d'armes nucléaires sur le territoire français, les Américains espèrent de leur côté que la France inscrira son programme nucléaire dans le cadre de l'OTAN et renoncera à une dissuasion indépendante. L'autre raison majeure pour laquelle de Gaulle pense que l'OTAN ne répond pas aux besoins de sécurité de la France est que les menaces doivent être appréhendées et gérées à une échelle mondiale, et non sur la base régionale de l'Atlantique nord à laquelle l'OTAN est circonscrite. Les crises de l'été 1958 au Moyen-Orient et en Extrême-Orient achèvent de l'en persuader.
Après trois mois d'intenses échanges diplomatiques et d'hésitations, « de Gaulle hisse les couleurs » selon l'expression de Frédéric Bozo en faisant parvenir le 17 septembre 1958 un mémorandum confidentiel à Eisenhower et MacMillan dans lequel il demande la création d'un directorat tripartite de l'OTAN, afin de mettre la France sur un pied d'égalité avec ses alliés. Le document s'ouvre sur un diagnostic : « L'alliance atlantique a été conçue et sa mise en oeuvre est préparée en vue d'une zone d'action éventuelle [l'Atlantique Nord] qui ne répond plus aux réalités politiques et stratégiques. (...). D'autre part, le rayon d'action des navires et des avions et la portée des engins rendent militairement périmé un système aussi étroit. Il est vrai qu'on avait d'abord admis que l'armement atomique (...) resterait pour longtemps le monopole des Etats-Unis, ce qui pouvait paraître justifier qu'à l'échelle mondiale des décisions concernant la défense fussent pratiquement déléguées au gouvernement de Washington. (...) un pareil fait admis au préalable ne vaut plus désormais dans la réalité. », puis se poursuit par une proposition précise : « Il paraît nécessaire [à la France] qu'à l'échelon politique et stratégique mondial soit instituée une organisation dont elle fasse directement partie. Cette organisation aurait, d'une part, à prendre les décisions communes dans les questions politiques touchant à la sécurité mondiale, d'autre part à établir et, le cas échéant, à mettre en application les plans d'action stratégique, notamment en ce qui concerne l'emploi des armes nucléaires. »,.
Les réactions sont vives en Europe où les membres de l'OTAN n'apprécient pas cette initiative qui les met hors jeu. Pour tous, si des discussions doivent avoir lieu sur les évolutions à apporter au fonctionnement de l'OTAN, elles doivent se tenir dans le cadre du Conseil de l'Atlantique nord, avec tous ses membres. La réponse officielle d'Eisenhower qui parvient le 20 octobre 1958 constitue une fin de non-recevoir polie, qui ne surprend pas de Gaulle,. Pragmatique, de Gaulle sait qu'il ne peut encore entrer dans une logique de rupture, devant d'abord régler la question algérienne et ne possédant pas encore la bombe atomique. Il va s'efforcer de profiter des tensions internationales pour instaurer le plus possible cette coopération tripartite et tester ainsi les intentions véritables de ses partenaires atlantiques.
En 1963, de Gaulle expliquera à Alain Peyrefitte le but de sa démarche de 1958 : « Ce mémorandum n'était qu'un procédé de pression diplomatique. Je cherchais alors un moyen de sortir de l'OTAN et de reprendre ma liberté, que la IVe République avait aliénée. Alors j'ai demandé la lune ».
Les quatre années suivantes sont émaillées de crises, dont pour les Européens celle de Berlin est la plus grave. C'est dans le traitement de cette crise où la France tient une place capitale que va exister une véritable coopération entre les trois grands Occidentaux ; mais pour de Gaulle, elle est davantage liée aux accords de l'après-guerre et à l'engagement des trois alliés occidentaux de défendre Berlin qu'à l'OTAN, et n'empêche pas que des divergences importantes se fassent jour à plusieurs moments durant cette longue crise. Sur la plupart des autres sujets, de Gaulle constate que la solidarité occidentale joue peu et que les Américains prennent peu en considération les intérêts de la France. Les Américains ne veulent pas de ce tripartisme qui mettrait en danger la cohésion d'ensemble de l'Alliance. Afin d'illustrer sa détermination, de Gaulle retire la flotte méditerranéenne du commandement de l'OTAN le 11 mars 1959. Puis en 1962, il retire la flotte de Atlantique et celle de la Manche du commandement de l'OTAN.

#### Retrouver sa pleine capacité de décision

##### L'arme nucléaire
La question nucléaire est au cœur de la vision gaullienne du rang de la France dans le monde et de sa légitime indépendance. Les Américains ne veulent pas entrer dans des discussions approfondies sur la stratégie nucléaire de l'OTAN et par ailleurs leur aide au programme nucléaire français ne se matérialise pas, à la fois par manque de volonté politique et pour des raisons juridiques. De Gaulle et Eisenhower entretiennent des relations étroites en 1959 et 1960 ; les deux hommes se rencontrent à plusieurs occasions et échangent de nombreux courriers, dont le ton est toujours respectueux voire chaleureux sur la forme. Sur le fond, si de Gaulle énonce très clairement ses divergences au sujet de l'OTAN, il rappelle non moins clairement son attachement à l'alliance occidentale, par exemple en écrivant dans son courrier du 25 mai 1959 à Eisenhower « que je n’ai jamais été plus convaincu que, dans la situation présente, l’alliance des États libres est absolument nécessaire. (...). En face des ambitions et des forces soviétiques, en prévision de ce que peuvent devenir la puissance et l’impérialisme de l’énorme Chine totalitaire, (...) la France appartient, à coup sûr, au camp de la liberté (et) qu’en adoptant pour son compte des mesures qui ne sont pas « intégrées » à l’OTAN, la France n’entend nullement altérer notre alliance. ». Pour autant, de Gaulle revient constamment à la charge, comme dans son courrier du 6 octobre 1959, pour obtenir des Américains qu'ils conviennent « que le déclenchement par l’Occident de la guerre atomique où que ce soit dans le monde requerrait la décision conjointe des Etats-Unis, de la Grande-Bretagne et de la France. » .
Concernant les armes nucléaires tactiques qu'Eisenhower propose d'entreposer en France, de Gaulle constate que les Américains ne reviennent pas sur leur refus d'en laisser à la France la disposition dans le cadre d'un plan d'emploi adopté en commun et confirme donc à Eisenhower le 25 mai 1959 son refus. Le SACEUR transfère durant le second semestre de 1959 les 200 chasseurs-bombardiers F-100 basés à Toul, Étain et Chaumont vers l'Angleterre et la RFA. Via cette première décision spectaculaire, de Gaulle montre non seulement sa résolution sur le partage du contrôle des armes nucléaires de l'OTAN, mais aussi ses doutes quant au bien-fondé de la stratégie nucléaire de l'OTAN, dont il craint qu'elle expose toujours plus les pays européens à devenir un champ de bataille nucléaire ravageur et rende moins automatique l'engagement stratégique des États-Unis,.
Toujours pragmatique, de Gaulle adopte une position différente concernant les Forces françaises en Allemagne (FFA) sous commandement OTAN. Un accord est signé en septembre 1960 par lequel les missiles tactiques Honest-John et Nike sont dotés de têtes nucléaires qui restent sous contrôle américain jusqu'à la décision d'emploi. Un accord similaire est signé en 1963 pour les avions du 1er CATAC opérant sur le sol de la RFA. Soucieux de conserver des liens et des capacités effectives de coopération avec les alliés, le ministre de la Défense Pierre Messmer prend en 1960 l'initiative de la création de l'Association of Tiger Squadron, renommée NATO Tiger Association, afin de renforcer les relations entre unités aériennes de l'OTAN.

##### Sortir de l'OTAN
Le 9 septembre 1965, de Gaulle annonce que « au plus tard en 1969 cessera la subordination qualifiée d'intégration qui est prévue par l'OTAN et qui remet notre destin à l'autorité étrangère ». L'année 1969 est celle du vingtième anniversaire du traité de l'Atlantique nord, conclu pour cette durée. De Gaulle laisse planer le doute sur les intentions françaises : dénonciation du Traité ou seulement cessation de la participation française aux activités militaires intégrées de l'OTAN ? Dans sa lettre à Johnson du 7 mars 1966, de Gaulle confirme que la France demeurera membre de l'Alliance car « la France mesure à quel point la solidarité de défense ainsi établie entre quinze peuples libres de l'Occident contribue à assurer leur sécurité et, notamment, quel rôle essentiel jouent à cet égard les États-Unis d'Amérique. Aussi, la France envisage-t-elle, dès à présent, de rester, le moment venu, partie au Traité signé à Washington le 4 avril 1949. », mais aussi que « la France considère que les changements accomplis ou en voie de l'être, depuis 1949 (...) ne justifient plus, pour ce qui la concerne, les dispositions d'ordre militaire prises après la conclusion de l'alliance » et que par conséquent la France « se propose de recouvrer sur son territoire l'entier exercice de sa souveraineté, actuellement entamé par la présence permanente d'éléments militaires alliés ou par l'utilisation habituelle qui est faite de son ciel, de cesser sa participation aux commandements « intégrés » et de ne plus mettre de forces à la disposition de l'OTAN ». Cette distinction entre l'Alliance formée par le traité de 1949 et l'organisation civile et militaire mise en place par la suite restera le fondement des relations entre la France et l'OTAN pendant les décennies suivantes,,.
Pour de Gaulle, il s'agit bien d'une sortie de l'OTAN : « Nous n'y appartenons pour ainsi dire déjà plus », confiait-il en 1964 à Peyrefitte ; devant le même interlocuteur, le président se fait plus explicite le 13 octobre 1965 : « L'Alliance est souhaitable tant qu'une menace subsiste à l'Est ! L'Alliance, oui, mais pas l'OTAN, pas l'organisation militaire intégrée aux ordres des Américains ».
La FGDS (Fédération de la gauche démocrate et socialiste), dépose sans succès en avril 1966 une motion de censure contre le gouvernement Pompidou, défendue par Guy Mollet. Maurice Faure (du Rassemblement démocratique) déclare alors « si chacun de nos alliés se comportait comme vous le faites et prenait les décisions que vous venez de décréter, cela ne signifierait rien d'autre que le retrait de toutes les forces américaines du continent européen. »,.

##### Évacuer les bases de l'OTAN
En 1967, les bases de l'OTAN en France, principalement américaines et canadiennes, sont évacuées par leurs occupants à leurs frais : 56 bases terrestres, 17 bases aériennes, 370 dépôts, ainsi que 26 000 militaires et 17 000 civils. Le quartier général de l'organisation quitte les Yvelines pour s'installer en Belgique.

##### Les accords de coopération
La mise en œuvre de la sortie de la France de l'organisation intégrée est menée rapidement en 1966 et s'accompagne d'une révision de l'organisation de l'OTAN. Au plus haut niveau de décision, la France reste membre à part entière du Conseil de l'Atlantique nord, mais elle ne participe ni au Comité des plans de défense ni au Groupe de planification nucléaire nouvellement créé.
Un échange de lettres entre les gouvernements français et allemands en date du 21 décembre 1966 définit le statut des forces françaises stationnées en Allemagne (FFA). Dans le domaine militaire, les modalités selon lesquelles les forces françaises seraient amenées en cas de crise ou de conflit à apporter leur contribution à la défense de l'Europe sont l'objet de plusieurs mois de négociation qui se concluent le 22 août 1967 par les accords Ailleret-Lemnitzer. Ces accords atténuent fortement la portée pratique du retrait français et permettent de clarifier le rôle des FFA dans la défense de l'Europe occidentale,. Le réseau d'oléoducs en Centre-Europe n'est pas affectée par ces événements.

##### Confirmer l'appartenance de la France à l'Alliance atlantique
La normalisation des relations franco-américaines, amorcée en 1968, est confirmée avec l'arrivée de Nixon. L'intervention des troupes du pacte de Varsovie en Tchécoslovaquie, l'autonomie de plus en plus forte de la RFA qui prend la tête de la politique de détente avec l'Est et les difficultés intérieures de la France ne favorisent pas de nouveaux coups d'éclat pour tenter d'imposer une transformation du modèle d'organisation de l'ensemble atlantique.
Les alliés de la France s'accommodent bien de la force de frappe française qui est devenue une réalité concrète et constatent que la coopération militaire actée dans son principe par l'accord Ailleret-Lemnitzer se met en place sur le plan opérationnel à la satisfaction de toutes les parties et fait même l'objet d'une certaine mise sur la place publique par de hauts responsables militaires français.
Dans le dernier mois de sa présidence, de Gaulle accomplit deux actes qui témoignent que la relation avec les États-Unis demeure un socle intangible de la politique étrangère de la France, l'un d'ordre symbolique, lorsqu'il se rend aux obsèques d'Eisenhower à Washington où il rencontre Nixon à nouveau, l'autre important pour l'avenir du monde occidental lorsqu'il fait acter par Michel Debré le renouvellement de l'appartenance de la France à l'Alliance atlantique.

### Le rapprochement politique et stratégique des années 1970 et 1980
Jusqu'à la fin de la guerre froide, trois Présidents se succèdent qui gèrent l'héritage laissé par de Gaulle sans le modifier en profondeur, mais en prenant en considération les hauts et les bas qui vont alterner dans les relations Est-Ouest et les évolutions de la situation en Europe. L'indépendance nationale est confortée, la force de dissuasion nucléaire française continue d'être développée dans les années 1970 et l'articulation entre les moyens nucléaires stratégiques et tactiques et les forces conventionnelles est bien en place grâce à l'unité de commandement des armées françaises. En revanche, la France doit durant ces deux décennies s'accommoder du statu quo atlantique, ses partenaires européens n'étant nullement désireux de prendre leurs distances avec les États-Unis d'autant plus qu'à la détente des années 1969-1975 succède une nouvelle phase de tensions avec l'Union soviétique.
En décembre 1980, Édouard Balladur rappelle deux évidences dans une tribune publiée par le Figaro : « la France est membre de l'Alliance atlantique » et elle « ne fait pas partie de l'O.T.A.N., sous commandement américain ». Quelques mois plus tard, l'élection de François Mitterrand marque un « infléchissement atlantique » de la politique extérieure de la France, selon Paul-Marie de La Gorce.
Premier président socialiste de la Ve République, François Mitterrand confirme à de nombreuses reprises sa loyauté à l'égard de l'Alliance atlantique, tout en excluant la réintégration de la France dans la structure militaire intégrée : « La France n’a pas quitté l’Alliance atlantique. Elle n’a pas quitté l’alliance militaire défensive atlantique. Elle a quitté le commandement intégré de l’OTAN et, donc, il n’est pas question de retourner sous les ordres du commandement intégré. ».

#### Le renforcement de la coopération
Faute de pouvoir la transformer en profondeur, la France choisit de renforcer sa coopération avec l'Alliance atlantique. En cohérence avec le concept de l'OTAN de défense de l'avant qui consiste à résister à une offensive soviétique le plus près possible de la frontière orientale de la RFA et de manière compatible avec la réorganisation des armées françaises après la fin de la guerre d'Algérie, les forces françaises deviennent la réserve stratégique de l'OTAN, avec des modalités d'emploi qui sont précisées au fil du renforcement de leurs capacités opérationnelles.
| Pays                   | Effectif militaire | %     |
| ---------------------- | ------------------ | ----- |
| Benelux                | 137 000            | 12 %  |
| Danemark               | 21 000             | 2 %   |
| France                 | 267 000            | 24 %  |
| RFA                    | 352 000            | 31 %  |
| Royaume-Uni            | 141 000            | 12 %  |
| États-Unis (en Europe) | 216 000            | 19 %  |
| TOTAL                  | 1 134 000          | 100 % |

Les accords conclus en juillet 1974 entre les généraux Valentin et Ferber  étendent à toute la 1re Armée le champ de la coopération entre la France et l'OTAN, tout en laissant à la France seule la décision d'engagement de ses forces. Cette coopération est vue comme une nécessité des deux côtés : la France ne peut envisager de gagner seule la bataille pour la défense de son sol après qu'ait été perdue la bataille en Allemagne, et l'OTAN a besoin de la réserve stratégique que constituent les forces françaises, et ce d'autant plus que leur niveau d'équipement, très bas jusqu'au début des années 1970 s'améliore sensiblement ensuite. La question nucléaire demeure cependant un sujet de désaccord : privée de capacités nucléaires tactiques par le retrait de 1966, l'armée française les retrouvent en 1973 avec la bombe AN-52 portée par avion puis en 1974 avec les missiles Pluton, mais la doctrine d'emploi de ces armes pose problème. L'OTAN adopte un concept stratégique de réponse flexible qui vise à élever le seuil d'utilisation des armes nucléaires afin de diminuer les risques d'escalade nucléaire, ce qui implique que ses forces conventionnelles soient en mesure de livrer bataille à celles du Pacte de Varsovie au moins suffisamment longtemps pour être certain des intentions soviétiques. La France au contraire associe étroitement la manœuvre des unités des FFA à l'emploi précoce de ses armes nucléaires tactiques, qui constitue un ultime avertissement avant le recours à la composante stratégique de la force de dissuasion.
La période de détente s'achève à la fin des années 1970 : les rapports Est-Ouest sont à nouveau tendus au début des années 1980, avec notamment la question des Euromissiles et l'invasion soviétique en Afghanistan, entraînant un rapprochement politique entre la France et ses alliés comme ce fut déjà le cas dans les années 1958-1962 avec la crise de Berlin. Pendant toute la guerre froide, en période de crise, la France a toujours manifesté sa solidarité atlantique. Il n'est pour autant pas envisagé par Paris de revenir sur les décisions de 1966, mais la coopération qui s'intensifie dans les années 1980 permet, tant sur le plan des théories d'emploi des forces françaises en complément des forces intégrées de l'OTAN que sur le plan concret grâce à de nombreux exercices combinés, de rendre plus crédible l'apport de la France à l'OTAN. Représentant environ 15 % des forces intégrées de l'OTAN, les forces françaises sont quantitativement significatives et leur qualité est régulièrement améliorée maintenant que l'effort consenti pour le nucléaire peut diminuer. Elles représentent de fait la seule réserve stratégique directement opérationnelle en cas d'attaque surprise menée par les armées du Pacte de Varsovie,,.

#### Les négociations Est-Ouest
En juin 1968 à Reykjavik l'Alliance appelle le Pacte de Varsovie à des négociations sur la réduction mutuelle et équilibrée des forces conventionnelles en Europe centrale entre l'OTAN et le Pacte de Varsovie. Brejnev donne un accord de principe le 14 mai 1971. La France y est opposée car elle ne veut pas de discussions bloc à bloc qui sont contraires à sa politique d'indépendance et à sa vision de la détente en Europe. En pratique, les négociations commencent en 1973 et vont se poursuivre — sans la France — pendant toute la décennie soixante-dix sans arriver à un résultat.
Au milieu des années 1970, les soviétiques entreprennent de déployer les missiles SS-20, capables d'atteindre n'importe quelle cible en Europe, beaucoup plus modernes que les anciens modèles SS-4 et SS-5 qu'ils remplacent, ouvrant ainsi la crise des euromissiles. Les préoccupations relatives à ces armes nucléaires de théâtre en Europe prennent le dessus sur la réduction des forces conventionnelles. Fin 1977, le Groupe des Plans Nucléaires de l'OTAN - auquel la France ne participe pas - lance la modernisation des armes nucléaires à portée intermédiaire déployées par l'OTAN dans le cadre de sa stratégie de réponse flexible, elle-même jamais acceptée par la France. Le 12 décembre 1979, la décision est prise par le Conseil atlantique, avec la France, et le Comité des plans de défense de déployer de nouveaux missiles à portée intermédiaire (Pershing II et missiles de croisière américains) à partir de 1983 en Europe de l’Ouest en cas de refus de l’URSS de retirer les siens.
François Mitterrand, élu le 10 mai 1981, va poursuivre dans la voie du soutien de la France à la décision de l'Alliance, opérer un rapprochement avec les États-Unis et manifester une plus grande fermeté à l'égard de Moscou que son prédécesseur à l'Élysée, Valéry Giscard-d'Estaing. De leur côté, les Soviétiques se déclarent prêts à négocier, à condition qu’un éventuel accord englobe les forces nucléaires britanniques et françaises. François Mitterrand rejette catégoriquement cette perspective qui reviendrait à placer la force de dissuasion française sous le coup d’un accord américano-soviétique. François Mitterrand synthétise la réalité des rapports de forces en Europe dans une formule devenue célèbre « le pacifisme est à l'ouest et les euromissiles sont à l'est. Je pense qu'il s'agit là d'un rapport inégal »,. Ouvertes depuis octobre 1980, les négociations INF sur ces armes nucléaires à portée intermédiaire s'enlisent, et l'OTAN procède au premier déploiement de Pershing II en Allemagne en 1983 comme prévu. En réaction, les Soviétiques mettent fin à ces négociations ainsi qu'à celles sur les forces conventionnelles.
L'arrivée au pouvoir de Gorbatchev en mars 1985 bouleverse profondément les relations Est-Ouest et redonne un élan aux négociations sur les armes nucléaires et conventionnelles en Europe :
- En janvier 1986, Gorbachev propose aux Américains un programme global de désarmement nucléaire[74], qui inclut l'élimination des armes nucléaires de portée intermédiaire en Europe, conformément à l'"option zéro" qui avait la préférence de Reagan, et laisse les armes nucléaires britanniques et françaises en dehors du périmètre INF. Dès lors, des négociations sérieuses reprennent et se concluent par la signature du Traité INF en décembre 1987.
- En juin 1986, les Soviétiques et les autres États parties au Pacte de Varsovie proposent de reprendre les négociations sur les forces conventionnelles en Europe sur des bases plus ambitieuses que les MBFR. Dans un cadre défini par la CSCE, ce qui convient à la France qui s'y joint, les négociations FCE s'ouvrent à Vienne le 9 mars 1989 entre les 23 États de l'OTAN et du Pacte de Varsovie. Elles aboutissent rapidement, le Traité sur les forces armées conventionnelles en Europe est signé à Paris le 19 novembre 1990 par 22 pays de l'OTAN, dont la France, et du Pacte de Varsovie.

## La France et l'Alliance de 1990 jusqu'à nos jours
La chute des régimes communistes en Europe et la dislocation de l'Union soviétique qui l'a suivie marquent la fin de la guerre froide et par là-même posent la question du devenir de l'Alliance atlantique conçue pour assurer la défense de l'Europe face à la menace soviétique. Le pacte de Varsovie est dissous le 1er juillet 1991. L'Alliance atlantique prend un chemin différent en réussissant à redéfinir son rôle et plus tard à accueillir les pays d'Europe centrale et de l'Est. La France accepte cette transformation de l'OTAN et en réintègre par étapes son organisation militaire.

### La France soutient la transformation de l'Alliance (1990-1995)
Le sommet de l'OTAN qui se tient à Londres les 5 et 6 juillet 1990 prend acte de la fin de la guerre froide, de la réunification de l'Allemagne et de la nécessité de rénover l'Alliance atlantique. François Mitterrand déclare « l'Alliance qui a remarquablement assuré notre sécurité (...) doit aujourd'hui s'adapter à la nouvelle situation en Europe. (...) notre Alliance doit maintenir sa cohésion. Elle l'a montré en réaffirmant la nécessité de la présence des forces américaines en Europe et en soutenant l'appartenance de l'Allemagne unifiée à l'OTAN. (...) l'heure est venue d'établir en Europe où tous et chacun sont intéressés à la sécurité de ce continent, de nouvelles relations. Il me semble que l'OTAN en s'adaptant, peut jouer un rôle très utile dans cette évolution »,,.

#### La nouvelle stratégie de l'OTAN
Avec la dislocation de l'Union soviétique fin 1991, la transformation de l'Alliance s'accélère. Au sommet de Rome en novembre 1991, l'OTAN définit un nouveau concept stratégique et multiplie les ouvertures vers les pays d'Europe centrale et tente aussi de redéfinir ses relations avec les Organisations européennes et de peser sur le rôle qu'elles pourraient jouer en matière de sécurité et de défense de l'Europe. François Mitterrand continue d'apporter le soutien de la France au maintien de l'Alliance et à une nouvelle définition stratégique de son rôle au motif que la disparition du bloc soviétique ne signifie pas la fin de tous les périls. Mitterrand prend toutefois ses distances avec l'exercice d'un rôle politique par l'Alliance, qu'il réserve à chaque pays et à l'Union européenne (UE) qui se dessine avec le traité de Maastricht,,,,,.

#### La politique de défense de l'Europe et l'OTAN
La fin de la guerre froide conduit à s'interroger sur les rôles respectifs des États-Unis et des États européens dans la sécurité en Europe. La question de l'accroissement du rôle de l'Europe dans sa défense, au cœur de la politique gaullienne des années 1960, se trouve donc à nouveau posée. La déclaration finale du sommet de Rome affirme que « l'accroissement du rôle et des responsabilités des membres européens constitue un fondement important de la rénovation de l'Alliance » tout en affirmant la prééminence de l'Alliance en précisant que « nous entendons, parallèlement à l'émergence et au développement d'une identité européenne de sécurité et du rôle de l'Europe en matière de défense, consolider le lien transatlantique fondamental, dont l'Alliance est le garant, et maintenir pleinement l'unité stratégique et l'indivisibilité de la sécurité de tous les Alliés ».
L'OTAN prend donc acte de ce que le traité de Maastricht de février 1992 instaure une Politique étrangère et de sécurité commune (PESC) qui inclut « l'ensemble des questions relatives à la sécurité de l'Union européenne, y compris la définition à terme d'une politique de défense commune (PESD), qui pourrait conduire, le moment venu, à une défense commune ». Les divergences traditionnelles entre les États européens empêchent qu'une véritable politique de défense propre à l'Union européenne soit mise en place à court terme. Aussi, de par les dispositions du traité de Maastricht, l'Union de l'Europe occidentale (UEO) continue d'exercer son rôle de définition de la politique de défense des Européens et l'OTAN demeure la seule structure militaire opérationnelle en Europe, jusqu'à ce que les leçons de l'échec des Européens dans la résolution des conflits dans l'ex-Yougoslavie fassent évoluer les points de vue dans les années 1998-1999,. En juin 1992, l'UEO publie la « déclaration de Petersberg » qui circonscrit les futures interventions européennes à des missions de maintien de la paix.
Les conflits meurtriers qui éclatent dans l'ex-Yougoslavie dès 1991 vont être l'occasion pour l'OTAN de mener pour la première fois des opérations militaires en tant que bras armé de l'ONU : les opérations militaires menées sous l'égide de l'ONU à partir de 1992 montrent rapidement les limites de l'UEO et de l'UE et requièrent une intervention de plus en plus importante de l'OTAN. La France, très présente dans ces opérations, notamment parce qu'elle exerce le commandement de la FORPRONU, prend conscience qu'il n'existe pas d'alternative à l'utilisation des moyens de l'OTAN. Une coopération plus étroite entre l'OTAN et l'UEO est actée lors du sommet de l'OTAN de janvier 1994 à Bruxelles : pour éviter une coûteuse duplication de moyens, il est décidé que l'OTAN mettra à disposition ses moyens collectifs, après consultations au sein du Conseil de l'Atlantique nord, pour des opérations de l'UEO menées par les Alliés européens en application de leur politique étrangère et de sécurité commune, dans des situations qui ont une incidence sur la sécurité européenne mais ne concernent pas l'OTAN. Ce sommet de Bruxelles marque l’apparition dans le vocabulaire de l’OTAN de « l’identité européenne en matière de sécurité et de défense » sans cependant que soient révisés les modes de fonctionnement de l'OTAN, d'autant que François Mitterrand maintient jusqu'au bout de son mandat en mai 1995 son refus d'envisager la réintégration de la France dans le commandement militaire, malgré la multiplication des échanges et des collaborations entre officiers français et de l'OTAN pour les opérations en ex-Yougoslavie,.

### Retour de la France dans les instances décisionnelles de l'OTAN (1995 - 2008)

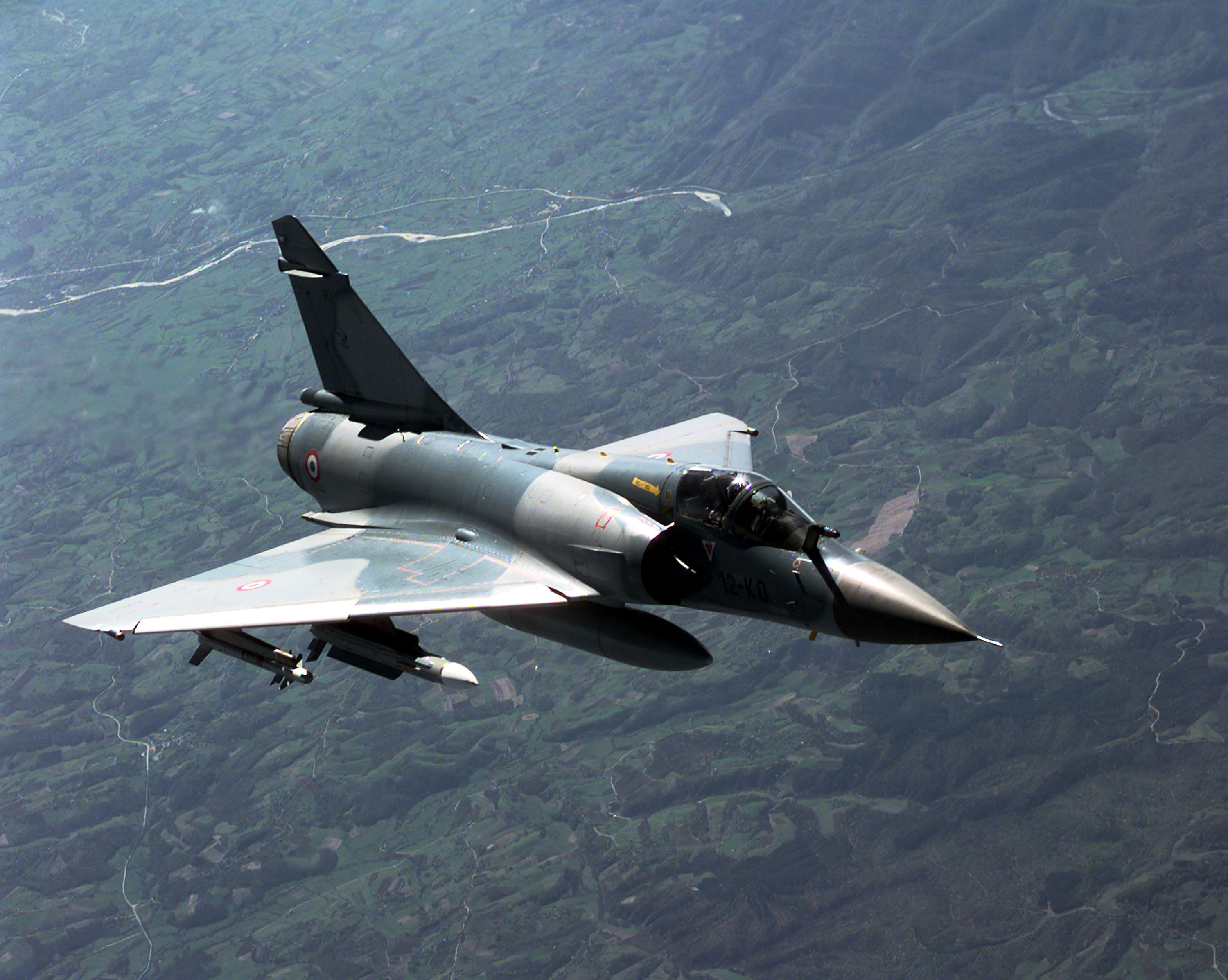
Mirage 2000 français lors d'une opération de l'OTAN en 1999.

Avec l'arrivée de Jacques Chirac à la présidence, la France opère un rapprochement avec l'OTAN pour pouvoir peser de l'intérieur sur les décisions prises, afin notamment d'européaniser davantage ses structures de décision. Lors de la réunion du Conseil de l'Atlantique nord (CAN) de décembre 1995, la France annonce le retour de son chef d'État-major des armées (CEMA) au Comité militaire et du ministre de la Défense au Conseil atlantique, mais sans que les forces françaises soient subordonnées au commandement de l'OTAN. En contrepartie, la France tente d'obtenir entre 1995 et 1997 le commandement du théâtre d'opérations sud (AFSOUTH), ce que les Américains refusent. De mars à juin 1999, Chirac engage l'armée française dans les bombardements de l'OTAN sur la république fédérale de Yougoslavie, alors même que cette opération n'est pas autorisée par l'ONU.
| Catégorie | Instance | Création | 1949-1950 | 1951-1966 | 1967-1995 | 1996-2003 | 2004-2008                              | 2009-2016                              |
| --- | --- | --- | --- | --- | --- | --------- | -------------------------------------- | -------------------------------------- |
| Instances décisionnelles de haut niveau | Conseil de l'Atlantique nord | 1949 | F | F | F (1) | F         | F                                      | F                                      |
| Instances décisionnelles de haut niveau | Comité (des plans) de défense | 1949 | F | F | X | X         | X                                      | NE                                     |
| Instances décisionnelles de haut niveau | Groupe des plans nucléaires | 1966 | NE | NE | X | X         | X                                      | X                                      |
| Structures militaires | Comité militaire | 1949 | F | F | X | F         | F                                      | F                                      |
| Structures militaires | État-major militaire international | 1951 | NE | F | X | F         | F                                      | F                                      |
| Structures militaires | Cdt. allié Europe (ACE) | 1951 | NE | F | F | F         | NE                                     | NE                                     |
| Structures militaires | Cdt. allié Transformation (ACT) | 2003 | NE | NE | NE | NE        | F                                      | F                                      |
| Structures militaires | Cdt. allié Opérations (ACO) | 2003 | NE | NE | NE | NE        | F                                      | F                                      |
| Structures civiles | Comités relevant du Conseil | 1950 | F | F | F (2) | F         | F                                      | F                                      |
| Structures civiles | Secrétariat international | 1951 | NE | F | F | F         | F                                      | F                                      |
| Légende et notes (1) Le ministre de la Défense ne participe pas aux réunions ministérielles (2) La France continue de participer à la plupart des Comités | Légende et notes (1) Le ministre de la Défense ne participe pas aux réunions ministérielles (2) La France continue de participer à la plupart des Comités | Légende et notes (1) Le ministre de la Défense ne participe pas aux réunions ministérielles (2) La France continue de participer à la plupart des Comités | Légende et notes (1) Le ministre de la Défense ne participe pas aux réunions ministérielles (2) La France continue de participer à la plupart des Comités | Légende et notes (1) Le ministre de la Défense ne participe pas aux réunions ministérielles (2) La France continue de participer à la plupart des Comités | Légende et notes (1) Le ministre de la Défense ne participe pas aux réunions ministérielles (2) La France continue de participer à la plupart des Comités | F         | = Participation pleine de la France    | = Participation pleine de la France    |
| Légende et notes (1) Le ministre de la Défense ne participe pas aux réunions ministérielles (2) La France continue de participer à la plupart des Comités | Légende et notes (1) Le ministre de la Défense ne participe pas aux réunions ministérielles (2) La France continue de participer à la plupart des Comités | Légende et notes (1) Le ministre de la Défense ne participe pas aux réunions ministérielles (2) La France continue de participer à la plupart des Comités | Légende et notes (1) Le ministre de la Défense ne participe pas aux réunions ministérielles (2) La France continue de participer à la plupart des Comités | Légende et notes (1) Le ministre de la Défense ne participe pas aux réunions ministérielles (2) La France continue de participer à la plupart des Comités | Légende et notes (1) Le ministre de la Défense ne participe pas aux réunions ministérielles (2) La France continue de participer à la plupart des Comités | F         | = Participation partielle de la France | = Participation partielle de la France |
| Légende et notes (1) Le ministre de la Défense ne participe pas aux réunions ministérielles (2) La France continue de participer à la plupart des Comités | Légende et notes (1) Le ministre de la Défense ne participe pas aux réunions ministérielles (2) La France continue de participer à la plupart des Comités | Légende et notes (1) Le ministre de la Défense ne participe pas aux réunions ministérielles (2) La France continue de participer à la plupart des Comités | Légende et notes (1) Le ministre de la Défense ne participe pas aux réunions ministérielles (2) La France continue de participer à la plupart des Comités | Légende et notes (1) Le ministre de la Défense ne participe pas aux réunions ministérielles (2) La France continue de participer à la plupart des Comités | Légende et notes (1) Le ministre de la Défense ne participe pas aux réunions ministérielles (2) La France continue de participer à la plupart des Comités | X         | = Pas de participation de la France    | = Pas de participation de la France    |
| Légende et notes (1) Le ministre de la Défense ne participe pas aux réunions ministérielles (2) La France continue de participer à la plupart des Comités | Légende et notes (1) Le ministre de la Défense ne participe pas aux réunions ministérielles (2) La France continue de participer à la plupart des Comités | Légende et notes (1) Le ministre de la Défense ne participe pas aux réunions ministérielles (2) La France continue de participer à la plupart des Comités | Légende et notes (1) Le ministre de la Défense ne participe pas aux réunions ministérielles (2) La France continue de participer à la plupart des Comités | Légende et notes (1) Le ministre de la Défense ne participe pas aux réunions ministérielles (2) La France continue de participer à la plupart des Comités | Légende et notes (1) Le ministre de la Défense ne participe pas aux réunions ministérielles (2) La France continue de participer à la plupart des Comités | NE        | = Non existant à cette période         | = Non existant à cette période         |

#### La difficile européanisation de l'OTAN
Quarante ans après l'échec de la Communauté européenne de défense, la France tente de mettre sur pied une défense européenne dans le cadre de l'UEO et de l'UE. Mais les partenaires de la France ne veulent pas aller au-delà d'une concertation entre Européens, de la construction multilatérale de certains armements, et de décisions symboliques comme la formation de la brigade franco-allemande.
Symétriquement, la France s'oppose à l'élargissement de l'Alliance souhaité par les États-Unis à des pays qui n'appartiennent pas à l'Europe. Au sommet de Riga en 2006, Jacques Chirac bloque toute avancée dans ce sens : « dans certains cas, l'OTAN associe certains pays à sa contribution pour des opérations militaires, d'un commun accord. C'est ce qui se passe en Afghanistan. Mais il n'a jamais été question d'étendre l'OTAN à l'Asie, pas plus qu'ailleurs. (...) l'OTAN ne peut fonctionner convenablement qu'en tant que structure militaire de défense entre les États-Unis, le Canada et l'Europe ».

### Retour de la France dans l'organisation militaire intégrée (2009 -)
Nicolas Sarkozy franchit le pas ultime en organisant la réintégration de la France dans l'OTAN : préparée depuis 2007, votée définitivement par le Parlement le 17 mars 2009, elle est entérinée lors du sommet de l'OTAN des 3 et 4 avril 2009. La France ne rejoint cependant pas le Groupe des Plans Nucléaires, désireuse de conserver son indépendance en matière de dissuasion nucléaire.
En pratique, cette décision se traduit par le déploiement de plusieurs centaines de militaires français dans la quinzaine d’états-majors de la structure militaire de l’OTAN et l’obtention par la France de deux postes à responsabilité : le commandement suprême allié chargé de la transformation de l’OTAN (SACT) basé à Norfolk (États-Unis) et le commandement interarmées basé à Lisbonne, structure qui a autorité notamment sur la force de réaction rapide (NRF). La France contribue de manière significative à cette force en termes d’effectifs et de moyens.

#### Contribution de la France à l'effort de défense
| Pays        | Contribution du pays en % du budget total de l'OTAN années 2016 et 2017 | % du PIB (est. année 2016) |
| ----------- | ----------------------------------------------------------------------- | -------------------------- |
| France      | 10,6339                                                                 | 1,78                       |
| États-Unis  | 22,1446                                                                 | 3,61                       |
| Royaume-Uni | 9,8485                                                                  | 2,21                       |
| Allemagne   | 14,6500                                                                 | 1,19                       |
| Italie      | 8,4109                                                                  | 1,11                       |
| Pays-Bas    | 3,1804                                                                  | 1,17                       |
| Canada      | 6,6092                                                                  | 0,99                       |

La France se situe au 3e rang des pays contributeurs au budget commun de l'OTAN. Les contributions des 29 pays membres sont calculées selon une formule de partage des coûts fondée sur leur revenu national brut. La France supporte en plus les coûts directs liés aux opérations de l'OTAN auxquelles elle choisit de participer. Depuis 2006, l'Alliance a fixé comme objectif à long terme que chaque pays membre consacre 2 % de son PIB à la défense. En 2016, cet objectif est loin d'être atteint puisque 5 pays seulement respectent cette norme. La France se rapproche de cet objectif, contrairement à beaucoup de pays de l'UE auxquels elle demande régulièrement de davantage contribuer à la défense de l'Europe et aux opérations extérieures dont elle estime assumer une part disproportionnée. Les États-Unis continuent d'être à un niveau de dépenses militaires très supérieur à celui de tous les grands pays industrialisés occidentaux, ce qui entretient tout à la fois leur poids prépondérant au sein de l'Alliance et leur demande que les Européens en fassent davantage pour leur sécurité,.

#### Les positions spécifiques de la France dans les débats Atlantiques
Bien que l'affichage de l'unité de l'Alliance soit toujours la règle, la France est en désaccord plus ou moins fort avec certaines des politiques et orientations opérationnelles de l'OTAN. Le projet américain de mise en place d'un bouclier anti-missiles en Europe pose ainsi depuis l’origine un problème pour la France, qui ne veut pas voir sa dissuasion nucléaire concurrencée ou relativisée par cet autre système de défense, y compris sur le plan industriel et financier, puisque l’antimissile requiert des investissements lourds. La déclaration du sommet de juillet 2016 à Varsovie sur la sécurité transatlantique rappelle ainsi, dans un langage pesé, la « combinaison appropriée » sur laquelle doit reposer le « dispositif de dissuasion et de défense de l’OTAN », à savoir « capacités nucléaires, capacités conventionnelles et capacités de défense antimissile »,.
En novembre 2019, le président français Emmanuel Macron déclare dans une interview au journal The Economist que l'OTAN est dans un état de "mort cérébrale", à la suite de l'intervention turque dans le nord de la Syrie, lancée contre l'avis des autres membres de l'OTAN.

### Contribution de la France aux ressources et opérations militaires de l'OTAN
L'élargissement du champ d'intervention de l'OTAN à des missions nouvelles au-delà du strict cadre défensif du territoire de ses membres contre l'ennemi soviétique pré-désigné se traduit rapidement par l'engagement de ses moyens militaires hors de leurs frontières. Cette intervention de l'OTAN au-delà des frontières de ses états membres entérine le nouveau rôle de maintien de la paix dans le monde que l'OTAN s'est auto-assigné dès lors que les intérêts de ses membres sont concernés.
C'est dans cette logique qu'au lendemain des attaques terroristes du 11 septembre 2001, le Conseil de l'Atlantique nord a pour la première fois dans son histoire invoqué l’article 5 du traité de Washington en déclarant que l’attaque contre les États-Unis était une attaque dirigée contre eux tous, France comprise,,,,,.

### Tensions en 2021 et remise en cause de la participation française
En septembre 2021, un contrat d’une valeur de 56 milliards de dollars de vente de sous-marins diesel de Naval Group est annulé sans préavis par l'Australie au profit de l’achat de sous-marins à propulsions nucléaires américains. Cet épisode, qui fait suite à la décision suisse d’acheter des F35 américains au lieu de Rafales français ou des Eurofighter Typhoon, ravive l'opposition d'une partie de la classe politique française à la participation du pays au commandement de l'organisation .
Lors de la campagne pour les élections présidentielles d'avril 2022, la question des relations entre la France et l'OTAN est abordée par tous les candidats, alors que l'invasion de l'Ukraine par la Russie a déjà commencé. Quatre candidats souhaitent rester dans l'OTAN (Macron, Pécresse, Hidalgo, Jadot), trois souhaitent quitter le commandement militaire de l'OTAN (Le Pen, Zemmour, Dupont-Aignan), cinq souhaitent quitter l'OTAN (Mélenchon, Roussel, Poutou, Arthaud, Lassalle).

### Participation de la France aux principales opérations menées par l'OTAN
| Année début | Année fin | Zone d'opération   | Nom opération          | Mandat ONU                 | Participation de l'Union européenne | Participation de la France |
| ----------- | --------- | ------------------ | ---------------------- | -------------------------- | ----------------------------------- | --- |
| 1993        | 1996      | Adriatique         | "Sharp Guard"          | #820 #943                  |                                     | Sous le contrôle conjoint de l'OTAN et de l'UEO, vaste opération de blocus naval, à laquelle participent 14 nations dont la France. |
| 1993        | 1995      | Bosnie-Herzégovine | "Deny Flight"          | #816                       |                                     | Opération d'interdiction de survol à laquelle la France participe. Un Mirage 2000 est perdu pour cause d'avarie. |
| 1995        | 1995      | Bosnie-Herzégovine | "Deliberate Force"     | coordonné avec la FORPRONU |                                     | Bombardement massif des positions serbes de Bosnie. La France participe avec des avions - dont un Mirage 2000N sera perdu - et des pièces d'artillerie. |
| 1996        | 1996      | Bosnie-Herzégovine | IFOR                   | #1031                      |                                     | Succédant à la FORPRONU, déploiement d'une force de 60000 hommes, dont environ 7500 militaires français, agissant dans le cadre de l'"Opération Joint Endeavour" |
| 1997        | 2004      | Bosnie-Herzégovine | SFOR                   | #1088                      | Relève par EUFOR Althea             | La SFOR prend la suite de l'IFOR, avec des moyens ramenés à 32000 hommes. |
| 1999        | 1999      | Kosovo (Serbie)    | "Allied Force"         | -                          |                                     | Bombardements aériens sur la Serbie menés par l'OTAN dans le contexte de la prise d'indépendance du Kosovo contre la volonté de la Serbie. La France participe en effectuant environ 3 % des missions de bombardement réalisées par plusieurs centaines d'avions de l'OTAN.                                     |
| 1999        | -         | Kosovo             | KFOR                   | #1244                      |                                     | Depuis l'origine, la France contribue à cette force dont les plus gros contingents sont fournis par l'Allemagne, l'Italie et les États-Unis, |
| 2001        | 2016      | Méditerranée       | Active Endeavour (OAE) | -                          |                                     | |
| 2001        | 2003      | Macédoine          | "Moisson Essentielle"  | -                          | "EUFOR Concordia" prend la relève   | L'intervention de l'OTAN résulte d'une demande de la Macédoine et de concertations avec l'OSCE et l'UE. La France contribue de façon importante à la Task Force d'environ 3500 hommes. Les opérations "Renard Roux" et "Allied Harmony" de moindre importance lui succèdent avant que l'UE ne prenne la relève. |
| 2003        | 2014      | Afghanistan        | FIAS                   | #1386                      |                                     | La France participe à la FIAS durant toute son existence. En 2011-2012, lorsque la FIAS atteint son niveau d'effectifs le plus important avec environ 130 000 hommes, les États-Unis y contribuent pour 90 000 hommes, le Royaume-Uni pour 9 000, l'Allemagne pour 5 000 et la France pour 4 000.               |
| 2015        | -         | Afghanistan        | Resolute Support       | #2189                      |                                     | En 2015 et 2016, la France ne fournit pas de troupes à cette opération de formation et d'encadrement de l'armée afghane qui mobilise environ 12 000 hommes de l'OTAN et de pays partenaires. |
| 2009        | 2016      | Somalie            | "Ocean Shield"         | #1814 #1816                | "Atalanta" menée en parallèle       | Opération navale de lutte contre la piraterie au large de la Somalie, terminée en novembre 2016. La France participe à l'opération EUNAVFOR Atalanta de même nature prolongée en novembre 2016 par l'UE jusqu'en 2018.                                                                                          |
| 2016        | -         | Méditerranée       | Sea Guardian           |                            |                                     | Opération navale qui prend la suite d'Ocean Shield. En 2016, la France n'y a pas engagé directement ses navires. |
| 2011        | 2011      | Libye              | "Unified Protector"    | #1970 #1973                |                                     | La France est via l'opération Harmattan l'un des principaux acteurs de l'intervention aéro-navale en Libye coordonnée par l'OTAN. |

## Représentants permanents
Lors des réunions du Conseil de l'Atlantique nord, les États membres sont représentées soit par leur chef d'État ou de gouvernement, soit par le ministre de la Défense, soit par leurs représentants permanents respectifs. Le niveau de représentation n'impacte pas le statut des décisions : une décision prise au niveau des chefs d'État ou de gouvernement à la même valeur qu'une décision prise au niveau des ministres ou des représentants permanents. Depuis août 2024, la France est représentée par David Cvach.